# Corri ragazzo
Corri ragazzo è un singolo inciso da Paolo Boccia e dal leader dei Diaframma Federico Fiumani nel 1989.
Il singolo non è mai stato distribuito nei negozi in quanto autoproduzione dello stesso Boccia, che decise di incidere il disco per poi utilizzare le copie come regalo di Natale per gli amici.
Il 7", provvisto di regolare contrassegno SIAE, è comunque menzionato nelle discografie ufficiali di Federico Fiumani e dei Diaframma.
Corri ragazzo, di cui solo una facciata è incisa, contiene esclusivamente il brano omonimo (testo di Paolo Boccia, musica di Federico Fiumani) ed è stato stampato in tiratura limitata di 500 copie.
È tuttora un ricercato oggetto da collezione.

## Tracce
1. Corri ragazzo

## Formazione
- Paolo Boccia - voce
- Federico Fiumani - voce, chitarra, guitar synth
- Massimo Bandinelli - basso
- Fabio Provazza - batteria